# Тригубович, Олимпиада Адамовна
Тригубович Олимпиада Адамовна , другой вариант имени — Алимпиада — свинарка совхоза «Крыница» Копыльского района Минской области, Белорусская ССР. Герой Социалистического Труда (1966). Заслуженный работник сельского хозяйства Белорусской ССР (1963). Депутат Верховного Совета Белорусской ССР 7-го созыва.

## Биография
Родилась в 1914 году в крестьянской семье в застенке Леневичи (сегодня — Копыльский район Минской области). В 1930 году вступила в местный колхоз «Чирвоный боец». Работала в полеводческом звене и свиноводческой ферме. С 1954 года — телятница и с 1963 по 1967 года — свинарка в совхозе «Крыница» Копыльского района.
В 1963 году вырастила 965 поросят, в 1964 году — 1010 поросят и в 1965 году — 1095 поросят. Указом Президиума Верховного Совета СССР от 22 марта 1966 года за выдающиеся достижения в области животноводства удостоена звания Героя Социалистического Труда с вручением ордена Ленина и золотой медали «Серп и Молот».
Избиралась депутатом Верховного Совета Белорусской ССР 7-го созыва.